# (R,R)-تترا هیدروکریزن
(R,R)-تترا هیدروکریزن (به انگلیسی: (R,R)-Tetrahydrochrysene) دارویی است که برای مطالعه گیرنده‌های استروژن (ERs) در تحقیقات علمی استفاده می‌شود. این دارو یک آنتاگونیست ERβ و آگونیست ERα با میل ترکیبی ۱۰ برابر بیشتر برای ERβ نسبت به ERα است. (R, R)-THC یک آنتاگونیست خاموش ERβ به‌شمار می‌رود و به‌طور منحصر به فردی نسبت به سایر آنتاگونیست‌های شناخته شده ERβ، یک آنتاگونیست غیرفعال گیرنده است.